# 岩と雪
『岩と雪』（いわとゆき）は、かつて山と溪谷社が発行していたロッククライミング専門誌。

## 概要
山と溪谷社が1958年に創刊し、1995年に休刊となった。全169号。略称は「岩雪（いわゆき）」。
同誌から厳選された記事を収録した「岩と雪 BEST SELECTION」が2017年に発売された。
同時代のクライミング専門誌に白山書房『クライミングジャーナル』（1982年-1991年）がある。
1998年に後継誌の季刊誌『ROCK & SNOW』が創刊された。

## 歴代編集長
- 1977年 - 1995年（休刊まで） - 池田常道